# Гран-при Хафьеля
Гран-при Хафьеля (норв. Hafjell GP), — шоссейная однодневная велогонка, проводится в рамках уик-энда Uno-X Development, который проходит в конце августа — начале сентября в фюльке (округе) Иннландет в Норвегии и включает себя три велогонки: Гран-при Хафьеля, Гран-при Лиллехаммера и Гйельне Гутуэр. Включена в календарь UCI Europe Tour, имеет категорию 1.2.
Гонка проходит в формате индивидуальной гонки. Старт и финиш располагаются в Эйере.

## Призёры
| Год  | Победитель         | Второй               | Третий                |          |
| ---- | ------------------ | -------------------- | --------------------- | -------- |
| 2018 | Мартин Тофт Мадсен | Миккель Бьерг        | Йохан Прайс-Петерсен  |          |
| 2019 | Миккель Бьерг      | Йохан Прайс-Петерсен | Расмус Кристиан Кводе |          |
| 2020 | Андреас Лекнесунд  | Стейн-Эрик Эриксен   | Торе Андре Осе Вабё   |          |
| 2021 | отменено           | отменено             | отменено              | отменено |

## Победители по странам
| Страна   | Побед |
| -------- | ----- |
| Дания    | 2     |
| Норвегия | 1     |